# Condado de Casa Lasquetty
El Condado de Casa Lasquetty es un título nobiliario español, creado por el rey Carlos IV el 1 de febrero de 1796 a favor de Sebastián Lasquetty y Roy, regidor perpetuo de Cádiz.
El título de Conde de Casa Lasquetty, fue rehabilitado por el rey Alfonso XIII en 1917 a favor de Juan Moreno de Guerra y Alonso, que devino así en el tercer conde de Lasquetty. Vacante por fallecimiento del titular el 10 de marzo de 2024.

## Condes de Casa Lasquetty
|                                 | Titular                                        | Periodo                |
| Creación por Carlos IV          | Creación por Carlos IV                         | Creación por Carlos IV |
| ------------------------------- | ---------------------------------------------- | ---------------------- |
| I                               | Sebastián Lasquetty y Roy                      | 1796-1816              |
| II                              | Domingo Lasquetty y Smidts                     | 1824-                  |
| Rehabilitación por Alfonso XIII |                                                |                        |
| III                             | Juan Moreno de Guerra y Alonso                 | 1917-1922              |
| IV                              | Matilde de Lasquetty y Castro                  | 1922-1925              |
| V                               | Antonio de Porlier y Ugarte                    | 1928-1973              |
| VI                              | Antonio Francisco de Paula de Porlier y Jarava | 1974-2024              |

## Historia de los Condes de Casa Lasquetty
- José de Montoya-Salazar y Orbaneja, I conde de Casa Fuerte. Le sucedió:

- Domingo Lasquetty y Smidts (n. en 1780), II conde de Casa Lasquetty

Rehabilitado en 1917 por:
- Juan Moreno de Guerra y Alonso (n. en 1878), III conde de Casa Lasquetty.

1. Casó con María del Rosario de Arozarena y Reyes. En 1922 por sentencia judicial, pasó el título a:

- Matilde Lasquetty y Castro (1842-1925), IV condesa de Casa Lasquetty. Originaria de la Ciudad de México, D.F. Nacida en 1842 e hija legítima de don Juan Manuel de Lasquetty y Salavarría, caballero de Santiago y Tesorero Real de la Caja de Sombrerete en la provincia de Zacatecas, Méx. y su mujer, doña Manuela de Castro y Fernández de San Salvador. Casó con Antonio de Porlier y Miñano, V marqués de Bajamar. Le sucedió, de su hijo Antonio Eugenio de Porlier y Lasquetty, VI marqués de Bajamar y de su esposa Aurelia de Ugarte y Traverse, el hijo de ambos, por tanto su nieto:

- Antonio de Porlier y Ugarte (1903-1973), V conde de Casa Lasquetty, VII marqués de Bajamar.

1. Casó con María del Dulce Nombre Javara y Aznar. Le sucedió su hijo:

- Antonio Francisco de Paula de Porlier y Javara (n. en 1943), VI conde de Casa Lasquetty, VIII marqués de Bajamar.